# Професор Златарски (село)
Професор Златарски е село в Североизточна България. То се намира в община Тервел, област Добрич.

## Население
Преброяване на населението през 2011 г.
Численост и дял на етническите групи според преброяването на населението през 2011 г.:
|                     | Численост | Дял (в %) |
| Общо                | 41        | 100,00    |
| Българи             | 29        | 70,73     |
| Турци               | 10        | 24,39     |
| Цигани              | 0         | 0,00      |
| Други               | 0         | 0,00      |
| Не се самоопределят | 0         | 0,00      |
| Неотговорили        | 0         | 0,00      |